# Brain Damage
"Brain Damage" é a nona faixa do álbum de 1973 The Dark Side of the Moon da banda britânica de rock progressivo Pink Floyd. Na versão original é cantada por Roger Waters, porém, David Gilmour tomou essa posição de vocalista quando a banda tocou ao vivo em 1994 para o álbum Pulse. Essa música foi originalmente denominada "Lunatic" durante performances ao vivo e gravações.
A música é erroneamente chamada "The Dark Side of the Moon" juntamente com "Eclipse" porque normalmente elas são tocadas juntas no rádio, parecendo apenas uma só música. O título incorreto provem da letra: "I'll see you on the dark side of the moon", que é o nome do álbum.

## Composição
Durante a parte americana da turnê Meddle, Roger Waters trouxe consigo um "protótipo" de "Brain Damage" e outras canções como "Money". Roger tocou a música no álbum Meddle em 1971  com o nome de "The Dark Side of the Moon". Finalmente, esse nome foi usado para o próprio álbum. A música é inspirada em Syd Barrett, antigo guitarrista do Pink Floyd, que havia sofrido um colapso mental devido ao uso de drogas. Posteriormente, com um novo nome: "A piece for Assorted Lunatics", a música foi gravada em outubro com "Any Colour You Like".  David Gilmour encorajou Waters a cantar essa música, mesmo ele não estando muito confiante com sua técnica vocal. Portanto, Brain Damage é a única música do álbum com Roger como vocalista principal. Entretanto, a partir daí, ele seria o vocalista principal na banda. A música foi cantada em quase todos os shows da banda e também da carreira solo de Roger Waters.
A música é devagar, com um arpejo de guitarra parecido com o estilo de "Dear Prudence" dos Beatles, na escala de D maior.

## Créditos
- Roger Waters — baixo, vocal, efeito de fita
- David Gilmour — guitarra, backing vocals
- Richard Wright — teclado
- Nick Mason — bateria, efeitos de fita
- Lesley Duncan — backing vocals
- Doris Troy — backing vocals
- Barry St. John — backing vocals
- Liza Strike — backing vocals

A risada maníaca é feita por Peter Watts.

## Ligações Externas
- Letra de "Brain Damage"
- Website oficial do álbum (inglês)